# Новоросийск
 Тази статия е за съвременния град в Русия.  За бившата руска колония в Аляска вижте Новоросийск (Аляска).  
Новоросийск (на руски: Новоросси́йск) е черноморски пристанищен град в Русия, Краснодарски край. Населението му е 273 278 жители (към 2018 г.).

## История
За дата на създаване на днешния град се счита 12 септември, 1838 г., когато около 6000 души от руската ескадра, въз основа на подписания 9 г. по-рано Одрински мирен договор дебаркират в близост до развалините на тогавашната турска крепост.
На 14 септември 1973 г. е обявен за град-герой за героизма, проявен по време на Втората световна война.

## География
Градът е амфитеатрално разположен покрай бреговете на Цемеската бухта и е обграден от планините на Северен Кавказ. Те защитават Новоросийск от студените въздушни маси, които идват от континента. През центъра на града тече сравнително тясната и плитка река Цемес. В югоизточната част на града се намира езерото Соленое, което представлява лиман, отделен от морето със Суджукската коса. На 14 км от града се намира най-голямото езеро в Краснодарски край – Абрау.
Новоросийск се намира в сеизмично активен район. Последното голямо земетресение е в края на 2002 г. Силата на труса е с магнитуд 5,5 по скалата на Рихтер и кара много жители на града да прекарат цялата нощ извън своите домове.

## Икономика
Основните отрасли на икономиката са най-вече циментовата промишленост (главен център на циментопроизводството за южна Русия), машиностроителната, дървообработващата, строителната и мебелната промишлености, хранителната и винената индустрии (градът е един от основните центрове на винарската индустрия в Русия). В средата на 70-те години на XX век в Новороссийск е бил открит първият в СССР завод на „Пепси-кола“.
Благодарение на своето разположение в незамръзващата и достатъчно дълбока за газене Цемеска бухта, пристанището на Новоросийск може да приема целогодишно големи кораби от порядъка на танкери с тонаж до 250 000 тона. То е не само най-голямото пристанище на Черно море, а и едно от най-големите в цяла Русия и на 1-во място на база товарооборот и достъпност спрямо габарити на плавателните съдове, както и с най-дългата кейова линия измежду руските пристанища – с обща дължина от 8,3 км.
Умереният сух субтропичен климат благоприятства развитието на лозарството. В областта се произвежда едно от най-известните пенливи вина в Русия – „Абрау-Дюрсо“, и което всъщност е една от най-старите марки вино в Русия, появила се още през през 1870 година.

## Международни връзки
Побратимени градове
- Варна, България
- Валпараисо, Чили от 1968 г.
- Гавар, Армения
- Гейнсвил, Флорида, САЩ
- Кюстенджа, Румъния
- Ливорно, Италия
- Ново место, Словения
- Плимут, Англия
- Пула, Хърватска
- Самсун, Турция
- Томск, Русия
- Хихон, Испания

Консулства
- България
- Гърция
- Турция